# Meidericher Spielverein Duisburg 1975-1976
Questa voce raccoglie le informazioni riguardanti il Meidericher Spielverein Duisburg nelle competizioni ufficiali della stagione 1975-1976.

## Stagione
Nella stagione 1975-1976 il Duisburg, allenato da Willibert Kremer e Rolf Schafstall, concluse il campionato di Bundesliga al 10º posto. In Coppa di Germania il Duisburg fu eliminato al terzo turno dal Borussia M'gladbach. In Coppa UEFA il Duisburg fu eliminato al secondo turno dal Levski Sofia.

## Rosa
| N. |                        | Ruolo | Calciatore         |
| -- | ---------------------- | ----- | ------------------ |
|    | Germania (bandiera)    | P     | Gerhard Heinze     |
|    | Germania (bandiera)    | P     | Martin Holscher    |
|    | Germania (bandiera)    | P     | Dietmar Linders    |
|    | Germania (bandiera)    | P     | Wolfgang Schreiner |
|    | Germania (bandiera)    | D     | Michael Bella      |
|    | Paesi Bassi (bandiera) | D     | Kees Bregman       |
|    | Germania (bandiera)    | D     | Bernard Dietz      |
|    | Germania (bandiera)    | D     | Detlef Pirsig      |
|    | Germania (bandiera)    | D     | Klaus Rach         |
|    | Germania (bandiera)    | D     | Siegfried Sonntag  |
|    | Germania (bandiera)    | C     | Klaus Bruckmann    |

| N. |                     | Ruolo | Calciatore       |
| -- | ------------------- | ----- | ---------------- |
|    | Germania (bandiera) | C     | Theo Bücker      |
|    | Germania (bandiera) | C     | Herbert Büssers  |
|    | Austria (bandiera)  | C     | Kurt Jara        |
|    | Germania (bandiera) | C     | Uwe Montelett    |
|    | Germania (bandiera) | C     | Lothar Schneider |
|    | Germania (bandiera) | C     | Werner Schneider |
|    | Germania (bandiera) | A     | Achim Jonientz   |
|    | Germania (bandiera) | A     | Lothar Pufahl    |
|    | Germania (bandiera) | A     | Rudolf Seliger   |
|    | Germania (bandiera) | A     | Klaus Thies      |
|    | Germania (bandiera) | A     | Ronnie Worm      |

## Organigramma societario
Area tecnica
- Allenatore: Rolf Schafstall
- Allenatore in seconda:
- Preparatore dei portieri:
- Preparatori atletici:

## Calciomercato

### Sessione estiva
| Acquisti | Acquisti       | Acquisti  | Acquisti |
| R.       | Nome           | da        | Modalità |
| -------- | -------------- | --------- | -------- |
| P        | Gerhard Heinze | Stoccarda |          |
| C        | Kurt Jara      | Valencia  |          |

| Cessioni | Cessioni      | Cessioni        | Cessioni |
| R.       | Nome          | a               | Modalità |
| -------- | ------------- | --------------- | -------- |
| A        | Walter Krause | Wattenscheid 09 |          |
| C        | Bernd Lehmann | Strasburgo      |          |
| C        | Klaus Killich | Mülheim         |          |

### Sessione invernale
| Acquisti | Acquisti | Acquisti | Acquisti |
| R.       | Nome     | da       | Modalità |
| -------- | -------- | -------- | -------- |

| Cessioni | Cessioni | Cessioni | Cessioni |
| R.       | Nome     | a        | Modalità |
| -------- | -------- | -------- | -------- |

## Risultati

### Bundesliga

#### Girone di andata
| Arbitro: | Haselberger |

|                      |           |                           |
| Dietz 74’ Krause 85’ | Marcatori | 29’ Zimmermann 47’ Herzog |

| Arbitro: | Frickel |

|                                                |           |             |
| Fischer 26’, 56’ Sobieray 40’, 63’ Kremers 55’ | Marcatori | 70’ Bregman |

| Arbitro: | Redelfs |

|                                                                        |           |                |
| Bella 19’ Dietz 31’ (rig.) Bruckmann 57’ Worm 69’ Jara 70’ Bregman 73’ | Marcatori | 6’, 76’ Janzon |

| Arbitro: | Meuser |

|                               |           |  |
| Simonsen 4’, 62’ Stielike 77’ | Marcatori |  |

| Arbitro: | Zuchantke |

|                                                    |           |                             |
| Seliger 14’ Worm 38’ Bücker 43’ Stiller 83’ (aut.) | Marcatori | 6’ Hayduk 21’ Holz 29’ Dahl |

| Arbitro: | Aldinger |

|                               |           |  |
| Toppmöller 28’, 72’ Riedl 50’ | Marcatori |  |

| Arbitro: | Dreher |

|          |           |               |
| Jara 13’ | Marcatori | 43’ Bjørnmose |

| Arbitro: | Fork |

|                                  |           |                  |
| Strack 22’ Hein 47’ Cullmann 49’ | Marcatori | 2’ Jara 82’ Worm |

| Arbitro: | Roth |

|                                                |           |                    |
| Bast 24’, 76’ Lippens 34’ Lorant 44’ Huhse 79’ | Marcatori | 5’ Bücker 40’ Worm |

| Arbitro: | Picker |

|           |           |            |
| Dietz 86’ | Marcatori | 55’ Kaczor |

| Arbitro: | Ohmsen |

|            |           |             |
| Nickel 12’ | Marcatori | 59’ Büssers |

| Arbitro: | Lutz |

|          |           |           |
| Dietz 6’ | Marcatori | 14’ Zobel |

| Arbitro: | Klauser |

|          |           |                    |
| Beer 10’ | Marcatori | 19’ Bella 40’ Worm |

| Arbitro: | Walther |

|            |           |  |
| Bücker 65’ | Marcatori |  |

| Arbitro: | Jensen |

|                 |           |                          |
| Berger 83’, 85’ | Marcatori | 63’ Bücker 80’ Schneider |

| Arbitro: | Riegg |

|                      |           |  |
| Büssers 6’ Dietz 22’ | Marcatori |  |

| Arbitro: | Schmoock |

|  |           |                                 |
|  | Marcatori | 7’, 87’, 89’ Worm 48’ Schneider |

#### Girone di ritorno
| Arbitro: | Gabor |

|            |           |                    |
| Herzog 80’ | Marcatori | 58’, 70’, 71’ Worm |

| Arbitro: | Ohmsen |

|            |           |                               |
| Büssers 6’ | Marcatori | 34’, 60’ Fischer 81’ Bongartz |

| Arbitro: | Picker |

|                               |           |           |
| Ritschel 77’ (rig.) Theis 84’ | Marcatori | 80’ Dietz |

| Arbitro: | Scheffner |

|                    |           |                                          |
| Dietz 35’ Worm 42’ | Marcatori | 27’ Simonsen 71’ (rig.) Bonhof 90’ Vogts |

| Arbitro: | Riegg |

|  |           |                      |
|  | Marcatori | 36’ Bücker 56’ Bella |

| Arbitro: | Messmer |

|            |           |                   |
| Bücker 16’ | Marcatori | 30’, 71’ Sandberg |

| Arbitro: | Klauser |

|                                        |           |  |
| Bjørnmose 13’ Memering 74’ Reimann 90’ | Marcatori |  |

| Arbitro: | Engel |

|  |           |                               |
|  | Marcatori | 29’, 58’, 72’ Müller 48’ Löhr |

| Arbitro: | Riegg |

|                                                 |           |  |
| Schneider 3’ Büssers 67’ Seliger 72’ Bücker 79’ | Marcatori |  |

| Arbitro: | Aldinger |

|             |           |                          |
| Gerland 84’ | Marcatori | 9’ Bruckmann 88’ Büssers |

| Arbitro: | Redelfs |

|             |           |           |
| Büssers 62’ | Marcatori | 44’ Kraus |

| Arbitro: | Jensen |

|                      |           |  |
| Müller 39’, 63’, 72’ | Marcatori |  |

| Arbitro: | Haselberger |

|                      |           |                  |
| Jara 75’ Seliger 77’ | Marcatori | 28’ (rig.) Sidka |

| Arbitro: | Klauser |

|                              |           |               |
| Frank 53’, 61’ Gersdorff 86’ | Marcatori | 11’ Schneider |

| Arbitro: | Lutz |

|            |           |  |
| Bücker 75’ | Marcatori |  |

| Arbitro: | Zuchantke |

|                      |           |  |
| Röber 31’ Åslund 82’ | Marcatori |  |

| Arbitro: | Eschweiler |

|                           |           |  |
| Seliger 36’ Bruckmann 42’ | Marcatori |  |

### Coppa di Germania
| Arbitro: | Walz |

|                 |           |                                                                                               |
| Becker 16’, 85’ | Marcatori | 8’, 61’ Bücker 32’ Krause 36’, 67’ Büssers 67’ Bregman 70’, 87’ Dietz 80’ Lehmann 86’ Seliger |

| Arbitro: | Lutz |

|                                |           |  |
| Worm 22’, 65’, 89’ Bregman 72’ | Marcatori |  |

| Arbitro: | Aldinger |

|  |           |           |
|  | Marcatori | 40’ Vogts |

### Coppa UEFA
| Arbitro: | Victor |

|                                                                   |           |               |
| Mertakkas 3’ (aut.) Lehmann 16’, 24’, 25’ Worm 40’, 87’ Thies 49’ | Marcatori | 11’ Mertakkas |

| Arbitro: | Hermann |

|                                |           |                                  |
| Kōnstantinou 19’ Mertakkas 85’ | Marcatori | 16’ Dietz 44’ Krause 64’ Seliger |

| Arbitro: | Lobo |

|                                   |           |                |
| Schneider 17’ Worm 73’ Krause 90’ | Marcatori | 11’, 31’ Panov |

| Arbitro: | Briguglio |

|                            |           |          |
| Ivkov 49’ Panov 83’ (rig.) | Marcatori | 59’ Worm |

## Statistiche

### Statistiche di squadra
| Competizione      | Punti | In casa | In casa | In casa | In casa | In casa | In casa | In trasferta | In trasferta | In trasferta | In trasferta | In trasferta | In trasferta | Totale | Totale | Totale | Totale | Totale | Totale | DR  |
| Competizione      | Punti | G       | V       | N       | P       | Gf      | Gs      | G            | V            | N            | P            | Gf           | Gs           | G      | V      | N      | P      | Gf     | Gs     | DR  |
| ----------------- | ----- | ------- | ------- | ------- | ------- | ------- | ------- | ------------ | ------------ | ------------ | ------------ | ------------ | ------------ | ------ | ------ | ------ | ------ | ------ | ------ | --- |
| Bundesliga        | 33    | 17      | 8       | 5       | 4       | 32      | 24      | 17           | 5            | 2            | 10           | 23           | 38           | 34     | 13     | 7      | 14     | 55     | 62     | -7  |
| Coppa di Germania | -     | 2       | 1       | 0       | 1       | 4       | 1       | 1            | 1            | 0            | 0            | 10           | 2            | 3      | 2      | 0      | 1      | 14     | 3      | +11 |
| Coppa UEFA        | -     | 2       | 2       | 0       | 0       | 10      | 3       | 2            | 1            | 0            | 1            | 4            | 4            | 4      | 3      | 0      | 1      | 14     | 7      | +7  |
| Totale            | 33    | 21      | 11      | 5       | 5       | 46      | 28      | 20           | 7            | 2            | 11           | 37           | 44           | 41     | 18     | 7      | 16     | 83     | 72     | +11 |

### Andamento in campionato
| Giornata  | 1 | 2  | 3 | 4  | 5  | 6  | 7  | 8  | 9  | 10 | 11 | 12 | 13 | 14 | 15 | 16 | 17 | 18 | 19 | 20 | 21 | 22 | 23 | 24 | 25 | 26 | 27 | 28 | 29 | 30 | 31 | 32 | 33 | 34 |
| --------- | - | -- | - | -- | -- | -- | -- | -- | -- | -- | -- | -- | -- | -- | -- | -- | -- | -- | -- | -- | -- | -- | -- | -- | -- | -- | -- | -- | -- | -- | -- | -- | -- | -- |
| Luogo     | C | T  | C | T  | C  | T  | C  | T  | T  | C  | T  | C  | T  | C  | T  | C  | T  | T  | C  | T  | C  | T  | C  | T  | C  | C  | T  | C  | T  | C  | T  | C  | T  | C  |
| Risultato | N | P  | V | P  | V  | P  | N  | P  | P  | N  | N  | N  | V  | V  | N  | V  | V  | V  | P  | P  | P  | V  | P  | P  | P  | V  | V  | N  | P  | V  | P  | V  | P  | V  |
| Posizione | 8 | 18 | 9 | 14 | 10 | 16 | 12 | 17 | 18 | 17 | 16 | 17 | 15 | 12 | 12 | 11 | 9  | 6  | 10 | 10 | 11 | 11 | 11 | 12 | 12 | 11 | 10 | 11 | 12 | 11 | 12 | 11 | 11 | 10 |

Legenda:

Luogo: C = Casa; T = Trasferta. Risultato: V = Vittoria; N = Pareggio; P = Sconfitta.

### Statistiche dei giocatori
| Giocatore    | Bundesliga | Bundesliga | Bundesliga  | Bundesliga | Coppa di Germania | Coppa di Germania | Coppa di Germania | Coppa di Germania | Coppa UEFA | Coppa UEFA | Coppa UEFA  | Coppa UEFA | Totale   | Totale | Totale      | Totale     |
| Giocatore    | Presenze   | Reti       | Ammonizioni | Espulsioni | Presenze          | Reti              | Ammonizioni       | Espulsioni        | Presenze   | Reti       | Ammonizioni | Espulsioni | Presenze | Reti   | Ammonizioni | Espulsioni |
| ------------ | ---------- | ---------- | ----------- | ---------- | ----------------- | ----------------- | ----------------- | ----------------- | ---------- | ---------- | ----------- | ---------- | -------- | ------ | ----------- | ---------- |
| M. Bella     | 29         | 3          | 2           | 0          | 2                 | 0                 | 0                 | 0                 | 4          | 0          | 0           | 0          | 35       | 3      | 2           | 0          |
| K. Bregman   | 30         | 2          | 6           | 0          | 2                 | 2                 | 0                 | 0                 | 4          | 0          | 0           | 0          | 36       | 4      | 6           | 0          |
| K. Bruckmann | 18         | 3          | 2           | 0          | 2                 | 0                 | 0                 | 0                 | 2          | 0          | 0           | 0          | 22       | 3      | 2           | 0          |
| T. Bücker    | 34         | 8          | 4           | 0          | 3                 | 2                 | 0                 | 0                 | 4          | 0          | 0           | 0          | 41       | 10     | 4           | 0          |
| H. Büssers   | 27         | 6          | 0           | 0          | 2                 | 2                 | 0                 | 0                 | 3          | 0          | 0           | 0          | 32       | 8      | 0           | 0          |
| B. Dietz     | 34         | 7          | 0           | 0          | 3                 | 2                 | 0                 | 0                 | 4          | 1          | 1           | 0          | 41       | 10     | 1           | 0          |
| G. Heinze    | 23         | 0          | 1           | 0          | 2                 | 0                 | 0                 | 0                 | 0          | 0          | 0           | 0          | 25       | 0      | 1           | 0          |
| M. Holscher  | 0          | 0          | 0           | 0          | 0                 | 0                 | 0                 | 0                 | 0          | 0          | 0           | 0          | 0        | 0      | 0           | 0          |
| K. Jara      | 31         | 4          | 7           | 0          | 2                 | 0                 | 0                 | 0                 | 0          | 0          | 0           | 0          | 33       | 4      | 7           | 0          |
| A. Jonientz  | 0          | 0          | 0           | 0          | 0                 | 0                 | 0                 | 0                 | 0          | 0          | 0           | 0          | 0        | 0      | 0           | 0          |
| W. Krause    | 8          | 1          | 2           | 0          | 1                 | 1                 | 0                 | 0                 | 2          | 2          | 0           | 0          | 11       | 4      | 2           | 0          |
| B. Lehmann   | 4          | 0          | 0           | 0          | 2                 | 1                 | 0                 | 0                 | 2          | 3          | 0           | 0          | 8        | 4      | 0           | 0          |
| D. Linders   | 11         | 0          | 0           | 0          | 1                 | 0                 | 0                 | 0                 | 4          | 0          | 0           | 0          | 16       | 0      | 0           | 0          |
| U. Montelett | 0          | 0          | 0           | 0          | 1                 | 0                 | 0                 | 0                 | 1          | 0          | 0           | 0          | 2        | 0      | 0           | 0          |
| D. Pirsig    | 34         | 0          | 6           | 0          | 3                 | 0                 | 0                 | 0                 | 3          | 0          | 1           | 0          | 40       | 0      | 7           | 0          |
| L. Pufahl    | 0          | 0          | 0           | 0          | 0                 | 0                 | 0                 | 0                 | 0          | 0          | 0           | 0          | 0        | 0      | 0           | 0          |
| K. Rach      | 0          | 0          | 0           | 0          | 0                 | 0                 | 0                 | 0                 | 0          | 0          | 0           | 0          | 0        | 0      | 0           | 0          |
| L. Schneider | 13         | 2          | 0           | 0          | 3                 | 0                 | 0                 | 0                 | 4          | 0          | 0           | 0          | 20       | 2      | 0           | 0          |
| W. Schneider | 33         | 2          | 6           | 0          | 3                 | 0                 | 0                 | 0                 | 3          | 1          | 1           | 0          | 39       | 3      | 7           | 0          |
| W. Schreiner | 0          | 0          | 0           | 0          | 0                 | 0                 | 0                 | 0                 | 0          | 0          | 0           | 0          | 0        | 0      | 0           | 0          |
| R. Seliger   | 33         | 4          | 4           | 0          | 3                 | 1                 | 0                 | 0                 | 4          | 1          | 0           | 0          | 40       | 6      | 4           | 0          |
| S. Sonntag   | 0          | 0          | 0           | 0          | 0                 | 0                 | 0                 | 0                 | 0          | 0          | 0           | 0          | 0        | 0      | 0           | 0          |
| K. Thies     | 20         | 0          | 1           | 0          | 2                 | 0                 | 0                 | 0                 | 2          | 1          | 0           | 0          | 24       | 1      | 1           | 0          |
| R. Worm      | 31         | 12         | 2           | 0          | 2                 | 3                 | 0                 | 0                 | 4          | 4          | 0           | 0          | 37       | 19     | 2           | 0          |